# Indopalpares pardus
Indopalpares pardus är en insektsart som först beskrevs av Jules Pièrre Rambur 1842.  Indopalpares pardus ingår i släktet Indopalpares och familjen myrlejonsländor. Inga underarter finns listade i Catalogue of Life.